# Іслам у Словаччині

Іслам у Європі

Іслам у Словаччині є однією з нечисленних релігій. За даними Ісламського фонду Словаччини, у країні проживає близько 5 000 мусульман, при чому кількість осіб, що прийняли іслам, з місцевого населення оцінюється в 150—350 осіб. Більшість мусульман проживає в столиці країни — Братиславі, інші великі громади є в Кошицях, Мартіні та в Нитрі. Основну масу членів громади складають вихідці з Лівії, Афганістану та Єгипту.
Станом на 2015 рік Словаччина залишається єдиною країною ЄС, яка не має на своїй території жодної офіційної мечеті, єдина неофіційна мечеть знаходиться в приватному будинку в Братиславі. З цієї причини офіційна влада країни згодна приймати тільки біженців-християн із таких країн як Сирія .
Іслам не є визнаною і зареєстрованою державою релігією, оскільки для цього необхідно підтвердити наявність 20 тис. прибічників. Засновник «Ісламського фонду» у Братиславі Могамад Гасна (Mohamad Safwan Hasna), стверджує, що фонд кілька разів звертався до влади Братислави з проханням дозволити будівництво мечеті, однак завжди отримував відмову.
У 2016 році громадська організація «Ісламська мечеть» в рамках двохвідсоткових відрахувань з податків зібрала 227.80 €. За оцінкою чеських ЗМІ, станом на 2017 р. кількість мусульман в Словаччині становить кілька тисяч.
У 2019 р. після поширення фейкової інформації про надання дозволу на будівництво мечеті в братиславському районі Ламач голова місцевої адміністрації на своїй сторінці у соцмережах заявив, що ніколи б не надав такий дозвіл.
За даними Центру досліджень етносів і культур, понад 70 % жителів Словаччини виступають принципово проти існування ісламу у країні і навіть проти дозволу мусульманам практикувати їх релігію і будувати ісламські центри .
Депутат від партії Смер Ян Подманіцький вважає, що 
конституція гарантує право мусульман на свободу віросповідання, але Словацька республіка не зобов'язана забезпечувати державну підтримку і фінансування релігії, яка не має популярності серед населення і є для нашої країни [Словаччини] нетрадиційною релігією.

Представник словацького Міністерства внутрішніх справ Іван Метик зробив наступну заяву: 
«Ми дуже прагнемо допомогти Європі з проблемою міграції. Ми могли б прийняти 800 мусульман, та, на жаль, у Словаччині немає мечетей. Як мусульмани зможуть інтегруватися, якщо їм тут не сподобається?»

## Історія ісламу у Словаччині
Ярослав Дробний, арабіст і історик Кафедри класичної і семітської філології Філософського факультету Університету Коменського виділяє три етапи існування ісламу на території Словаччини:
1. Від появи староугорських племен у Тисо-Дунайській низовині в VIII—XI до монгольської навали у Центральній Європі в середині XIII ст.
2. Експансія Османської імперії до Центральної Європи у 1526—1683 роках. В ці часи центром мусульманського життя у Словаччині стало місто Нове Замки, де мечеть виникла після перебудови костелу.
3. Після падіння соціалістичного режиму та дотепер[3].